# Emanuel Kokeš
Emanuel Kokeš (* 1862; † 27. Juni 1932 in Pardubice) war ein tschechischer Grundbesitzer, Landwirtschaftsunternehmer und Politiker. Er war ein Pionier der Kultivierung unfruchtbaren Landes insbesondere durch Meliorisation.

## Leben und Wirken
Kokeš war zunächst als Förster in Krakovany tätig. Im März 1899 kaufte er das Waldgebiet Sváravský les bei Elbeteinitz von dem Kolíner Juden Eliáš Fischer, der die Krakowaner Wälder 1867 beim Ausverkauf der Grundherrschaft Pardubitz durch die k. k. privilegierte Österreichische Credit-Anstalt für Handel und Gewerbe als Spekulationsobjekt erworben hatte. Zugleich erwarb er noch wenig fruchtbare Flächen, von Dünen und Sümpfen geprägte Ländereien bei Labské Chrčice und begann mit der Verarbeitung der Eichen- und Fichtenrinden zu Lohe. In den Jahren 1899–1900 ließ Kokeš hinter den Dünen bei Labské Chrčice am Sváravský potok den Gutshof Svárava (Swarawa) mit einem Schlösschen anlegen. Die Feuchtgebiete um den Gutshof ließ er meliorieren und als Feld- und Weideland nutzen, die Dünen wurden mit Eichen bepflanzt. Im Jahre 1902 wurde er zum Gründungsvorsitzenden der Bäuerlichen Genossenschaft für die Verarbeitung und den Verkauf landwirtschaftlicher Erzeugnisse in Krakovany, die eine Zichorientrocknerei in Betrieb nahm.

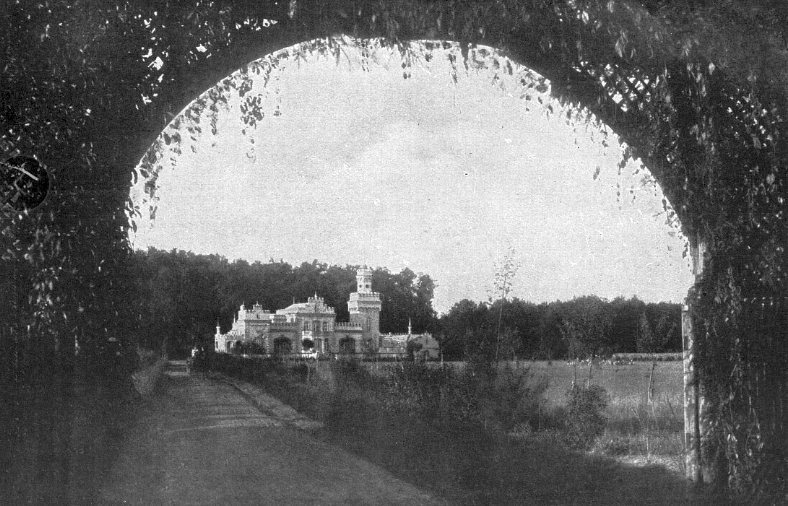
Schloss Staré Čívice (1923)

1909 erwarb er von Wolfgang Chotek von Chotkow das Gut Čivice. Im Jahre 1915 verkaufte Kokeš das Gut Svárava und ließ zwischen 1915 und 1916 auf melioriertem Sumpfland das Schloss Staré Čívice errichten. 1930 gründete Kokeš an der Bezirksstraße nach Přelouč im Wald Kuchyňka eine Fabrik zur Verarbeitung landwirtschaftlicher Produkte und Konservenproduktion, aus der die Siedlung Kokešov hervorging.
In den Wahlperioden 1901–1908 und 1908–1913 gehörte Kokeš als Vertreter der Kurie des nicht fideikommissarischen Großgrundbesitzes dem Landtag des Königreiches Böhmen an. Ab 1902 war er Mitglied der Landtagskommissionen für die Angelegenheit der Hypothekenbank und für die Bauordnung. 1909 wurde er zusammen mit Franz Graf Deym zum Schriftführer der Kurie gewählt.
Nach Kokeš sind die zu Opočínek gehörige Siedlung Kokešov und in Staré Čívice die Kokešova ulice benannt.